# Grafo camino
En teoría de grafos, un grafo camino es un grafo cuyos vértices forman un camino. El camino de cualquier grafo es un subgrafo que da como resultado un grafo camino.